# Karel Janeček (skladatel)
Karel Janeček (20. února 1903 Čenstochová (v dnešním Polsku) – 4. ledna 1974 Praha) byl hudební teoretik, skladatel a pedagog.

## Život
Byl synem českého účetního Karla Josefa Janečka (1878–1948) a Lotyšky, Alžběty Leontiny Bakkisové. Matka záhy zemřela a otec se znovu oženil s Češkou Marií Vrbovovou. Od začátku 1. světové války bydleli v Křinci u Nymburka. Vystudoval průmyslovou školu elektrotechnickou v Praze. Již v době studia na střední škole začal komponovat a po maturitě byl na doporučení Vítězslava Nováka přijat do 2. ročníku skladby Pražské konzervatoře. Byl žákem Jaroslava Křičky a na mistrovské škole Vítězslava Nováka. Absolvoval v roce 1927 a záhy byla jeho díla oceněna několika cenami (Ouvertura, 2. smyčcový kvartet a klavírní cyklus Den).
V roce 1929 se stal učitelem hudební teorie na Městské hudební škole v Plzni. Účastnil se hudebního života města. Byl dirigentem amatérské Plzeňské filharmonie, funkcionářem několika hudebních spolků, pořádal veřejné přednášky a psal hudební kritiky. V září roku 1941 se stal profesorem skladby a hudební teorie na Pražské konzervatoři. Ve spolupráci s Otakarem Šínem publikoval své první hudebně-vědné studie. I v Praze se aktivně účastnil hudebního dění. Byl členem Přítomnosti, Hudebního odboru Umělecké besedy a po válce Syndikátu českých skladatelů a posléze Svazu českých skladatelů. Řada jeho žáků se později stala významnými skladateli (např. Vladimír Sommer a Radim Drejsl, Lubomír Železný, Oldřich Flosman, Ivan Řezáč a Ivan Jirko).
S Václavem Holzknechtem a Emilem Hradeckým ještě za okupace připravili projekt vysoké hudební školy. V roce 1946 skutečně podle jejich návrhu vznikla Hudební a taneční fakulta Akademie múzických umění a Janeček se stal vedoucím katedry hudební teorie. Kromě toho přednášel hudební teorii také na Katedře hudební vědy Filozofické fakulty University Karlovy. V té době také publikoval svá hlavní hudebně-teoretická díla. Inicioval založení autorského kolektivu pro přípravu monografie Dílo a život Bedřicha Smetany, do které přispěl knihou Smetanova komorní tvorba.

## Skladatelská činnost
V skladatelské práci vyšel ze slohu a poetiky evropské hudby přelomu století a ze své záliby v symbolistické poezii. V době studia na mistrovské škole se přiklonil ke stylu meziválečné avantgardy. Jeho hudební vyjadřování se pohybovalo na hranicích tonality a atonality. Vokální díla ze začátku 30. let tvořil pod vlivem surrealismu a poetismu, čemuž odpovídal i výběr zhudebňovaných textů. Vyhrocení situace v Evropě, hrozby nacistického Německa a následná okupace našly odraz v jeho díle. V té době komponoval závažná díla s tragickým podtextem.
V padesátých letech se stal za svou hudbu terčem útoků z pozic socialistického realismu. Byl vybrán za exemplární příklad „formalistických“ postupů v české hudbě a jeho hudba byla označena za melodicky chudou, nemohoucí a harmonicky zmatenou. Skladatel se částečně podřídil kritice, ustoupil od moderního novátorství a zjednodušil melodiku i harmonii. V šedesátých letech, při celkovém politickém uvolnění, se však ke svému osobitému skladatelskému stylu vrátil.

## Hudební věda
Teoretické spisy patří mezi nejzávažnější část Janečkova díla. Ve své době byly jeho práce zcela průkopnické a dodnes mají velký význam jak z vědeckého hlediska, tak i jako základní vysokoškolské učebnice. V pojetí melodiky, harmonie a hudební tektoniky je originálním tvůrcem a patří mezi nejvýznamnější světové hudebními teoretiky 20. století.
Skladatelská i literární pozůstalost Karla Janečka je uložena v Památníku národního písemnictví.

## Dílo

### Vokální skladby
- Noc a smrt op. 7a (3 mužské sbory, slova Konstantin Biebl, Max Jacob, Carl Cramer, 1930)
- Z blízka i z dáli op. 7b (3 ženské sbory, slova Julian Tuwim, Josef Hora, Jean Arthur Rimbaud, 1930)
- Podzim 1930 op. 7c (4 mužské sbory, slova Gérard Nerval, František Halas, Josef Hora, 1930)
- Světla a stíny op. 16 (4 komorní zpěvy, slova Jaroslav Seifert, Jean Cocteau, 1934)
- Zpěv úzkosti op. 20a, (mužský sbor, slova František Halas, 1938)
- České žalmy op. 20b, (cyklus 4 mužských sborů, slova Josef Hora, Ladislav Stehlík, Vilém Závada, Jaroslav Tumlíř, 1939)
- Padlým op. 26a (4 mužské sbory, slova František Halas, 1951)
- Živým op. 26b (3 smíšené sbory, 1951)
- Z lidu, 5 kytiček lidových písní pro dětský sbor op. 27a (1940)
- Stříbrný les op. 27b (5 dětských sborů, slova František Halas, 1951)
- Radost a práce op. 27c (3 dětské sbory s flétnou, klarinetem a fagotem, slova František Ladislav Čelakovský, 1952)
- Kosmické písně op. 35 (2 mužské sbory, slova František Hrubín, 1959)
- Epitafy op. 36 (4 mužské sbory, slova Karel Hynek Mácha a anonymové, 1959)
- Můj sen op. 44 (3 smíšené sbory, slova Josef Palivec, 1972)

### Klavírní skladby
- Čtyři skladby op. 2 (1925)
- Den op. 5a (1928)
- Vteřiny op. 5b (1928)
- Čtyři malé suity op. 8 (1930)
- Sonatina op. 11 (1931)
- Etudy op. 12 (1931)
- Capriccio op. 13a (1932)
- Interludia op. 13b (1933)
- Hlasy ticha op. 14 (1934)
- Suita op. 18 (1939)
- Introdukce a fuga op. 22 (1940)
- Variace op. 23 (1942)
- Sonáta op. 25 (1945)

### Varhanní skladby
- Preludium, Fughetta a Chorál op. 28 (1952)
- Preludium, Chorál a Toccata op. 31 (1958)
- Partita op. 40 (1963).

### Komorní hudba
- 1. smyčcový kvartet op. 1 (1924)
- Tři intermezza pro housle a klavír op. 6 (1925)
- 2. smyčcový kvartet op. 4 (1927)
- Trio pro housle, violu a violoncello op. 9 (1930)
- Trio pro flétnu, klarinet a fagot op. 10 (1931)
- 3. smyčcový kvartet op. 15 (1934)
- Duo pro housle a violu op. 19 (1938)
- Sonáta pro housle a klavír op. 21 (1939)
- Dětské trio pro housle, violoncello a klavír (1940)
- Divertimento pro hoboj, klarinet a fagot op. 24 (1943)
- Sonáta in G pro violoncello a klavír op. 33 (1958)
- Malé symposion, komorní suita pro flétnu, klarinet a fagot op. 34 (1959)
- Komorní ouvertura k životnímu dramatu Giordana Bruna op. 38 (1960)
- Duo pro housle a violoncello op. 37 (1960)
- Kvartet pro flétnu, hoboj, klarinet a fagot op. 41 (1966)

### Orchestrální hudba
- 1. symfonie pro velký orchestr op. 17 (1940)
- Lenin, symfonický triptych podle básní Františka Halase op. 29 (1953)
- 2. symfonie pro velký orchestr op. 30 (1954)
- Legenda o Praze, ouvertura pro smyčcový orchestr op. 32 (1958)
- Fantasie pro velký orchestr op. 39 (1963)
- Miniaturní suita pro malý orchestr (1964)
- Sinfonietta op. 42 (1966).

### Literární díla
- Otakar Šín (Praha, Česká akademie věd a umění 1944)
- Základy moderní harmonie (Praha, Nakladatelství ČSAV 1965)
- Melodika (Praha, SNKLHU 1956)
- Hudební formy (Praha, SNKLHU 1955)
- Harmonie rozborem (Praha, SHV 19631, Supraphon 19852)
- Tektonika. Nauka o stavbě skladeb. (Praha, Supraphon 1968)
- Tvorba a tvůrci. Úvahy, eseje, studie, poznámky, sestaveno a revidováno 1966 (Praha, Panton, 1968)
- Skladatelská práce v oblasti klasické harmonie (Praha, Academia 1973)
- Smetanova komorní hudba. Kompoziční výklad (Praha, Supraphon 1978 jako 1. svazek monografie Dílo a život Bedřicha Smetany)
- Kontrapunkt (nedokončeno)

Četné články v odborném tisku a časopisech.